# Michael Haubtmann

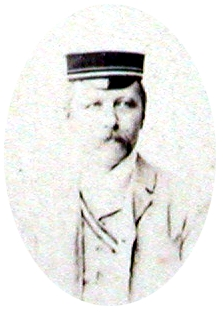
Michael Haubtmann

Michael Haubtmann (* 9. April 1843 in Prag; † 14. Oktober 1921 in München) war ein deutscher Landschaftsmaler.

## Leben

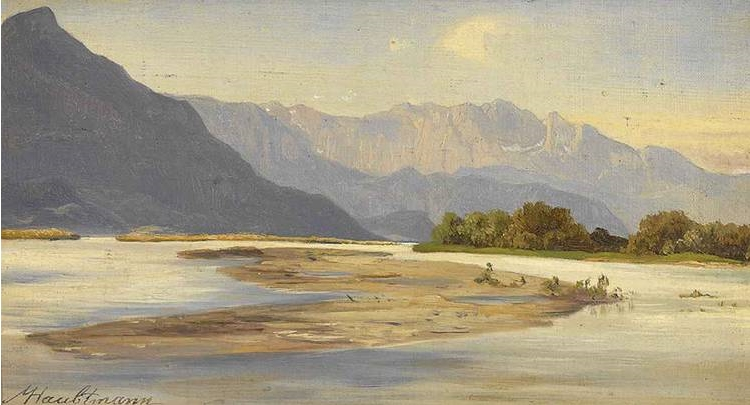
Wilder Kaiser und Kranzhorn am Inn

Haubtmann besuchte als Schüler das Gymnasium in der Prager Neustadt und studierte nach der Matura ab 1861 Rechtswissenschaft an der Karls-Universität in Prag, wo er beim Corps Austria aktiv war. Nebenbei war er von 1861 bis 1865 Schüler von Max Haushofer. Nach der Promotion zum Dr. iur. 1867 war er kurzzeitig juristisch tätig, gab dies aber 1869 auf und zog vor 1875 nach München um. Dort war er zunächst Schüler von Julius Lange. Haubtmann bereiste die Schweiz, Italien, Griechenland, Ägypten und Norwegen und war als Landschaftsmaler tätig.

## Werke (Auswahl)
Die Motive seiner Landschafts- und Architekturbilder stammten oftmals aus Italien oder Griechenland so unter anderem:
- Der Olivenhain bei San Remo
- Die römische Campagna
- Eine Partie bei Sorrent
- Das Theater von Taormina
- Tempelruinen von Paestum
- Der Monte Rosa
- Das Erechtheum in Athen